# David McCormick
David Harold McCormick (Washington, 17 de agosto de 1965) es un político y empresario estadounidense que se desempeña como senador de los Estados Unidos por el estado de Pensilvania desde 2025.
McCormick se desempeñó como director ejecutivo de Bridgewater Associates, uno de los fondos de cobertura más grandes del mundo, de 2020 a 2022.
Miembro del Partido Republicano, fue subsecretario del Tesoro para Asuntos Internacionales durante la administración de George W. Bush. En enero de 2022, McCormick anunció su postulación para el escaño en el Senado de los Estados Unidos ocupado por el senador saliente Pat Toomey.